# Hilary Skarżyński
Hilary Skarżyński (* 18. Juni 1925 in Kattowitz; † 30. September 1987 in Miami Beach, Florida, USA) war ein polnischer Eishockeyspieler.  

## Karriere
Hilary Skarżyński begann seine Karriere als Eishockeyspieler bei RKS Siła Giszowiec, für das er von 1945 bis 1946 aktiv war. Anschließend spielte er zwei Jahre lang für HKS Siemianowiczance sowie ein Jahr lang für Stal Katowice und zuletzt von 1949 bis 1958 für Górnik Katowice. Mit Letzterem gewann er in der Saison 1957/58 den polnischen Meistertitel. In der Saison 1955/56 wurde er zudem Torschützenkönig der polnischen Eishockeyliga. Er starb 1987 bei einem Autounfall.

### International
Für die polnische Eishockeynationalmannschaft nahm Skarżyński an den Olympischen Winterspielen 1948 in St. Moritz, 1952 in Oslo und 1956 in Cortina d’Ampezzo teil. Zudem stand er im Aufgebot seines Landes bei den Weltmeisterschaften 1955 und 1959. Zwischen 1947 und 1959 absolvierte er insgesamt 45 Länderspiele für Polen, in denen er 23 Tore erzielte.

## Erfolge und Auszeichnungen
- 1956 Bester Torschütze der polnischen Eishockeyliga
- 1958 Polnischer Meister mit Górnik Katowice